# Mete Çelik
Mete Çelik (* 8. Oktober 1996 in Langenau) ist ein türkisch-deutscher Fußballspieler.

## Karriere

### Vereine
Çelik spielte in der Jugend für den TSV Langenau und den TSV Neu-Ulm, ehe er 2010 in das Nachwuchsleistungszentrum des VfB Stuttgart wechselte. In der Saison 2012/13 gewann er mit dem VfB in der U-17-Bundesliga die Deutsche B-Juniorenmeisterschaft. Zur Spielzeit 2015/16 stieg er in den Kader der zweiten Mannschaft des VfB Stuttgart auf.
Am 29. August 2015 gab Çelik mit dem VfB Stuttgart II am 6. Spieltag der Saison 2015/16 gegen den FC Rot-Weiß Erfurt in der 3. Profi-Liga sein Profidebüt. Am Saisonende stieg die Mannschaft als Tabellenletzter in die Regionalliga ab. In der Winterpause 2016/17 wechselte er zum Regionalligisten SV Waldhof Mannheim, mit dem er zur Saison 2019/2020 in die 3. Liga aufstieg. Nachdem sein Vertrag beim Waldhof nach der Saison nicht mehr verlängert worden war, wechselte Celik zum türkischen Zweitligisten Ankaraspor. Im weiteren Verlauf spielte er für türkische Vereine in der zweiten und dritten Liga, bevor er 2023 aus beruflichen Gründen wieder nach Deutschland kam und seitdem für den 1. FC Bruchsal spielt.

### Nationalmannschaft
Mit der türkischen U-16-Nationalmannschaft nahm Çelik 2012 am Viktor-Bannikov-Turnier und am Caspian Cup teil. Für das U-17-Nationaltem der Türkei war er während der Qualifikation zur U-17-Europameisterschaft 2013 im Einsatz. Beim Václav-Ježek-Turnier absolvierte Çelik im August 2013 zwei Einsätze für die U-18-Nationalelf der Türkei. In den Qualifikationsrunden der U-19-Europameisterschaft 2015 spielte er für die türkische U-19-Nationalmannschaft.